# Särkirova (naturreservat)
Särkirova är ett naturreservat i Pajala och Övertorneå kommuner i Norrbottens län.
Området är naturskyddat sedan 2005 och är 2,9 kvadratkilometer stort. Reservatet omfattar berget med detta namn och våtmarker i sydost och sydväst med tjärnen Särkijärvi. Reservatet består av tallskog, lövrika barrblandskog och ren granskog. 